# Vicente Alonso Torralba
Vicente Alonso Torralba fue un arquitecto español de mediados del siglo XVIII. 
Es conocido por haber sido uno de los primeros que durante el reinado de Felipe V presenta un proyecto de abastecimiento de agua a Madrid, en colaboración con el ingeniero Andrés Martí (apodado por él mismo capitán de Galeota). Fue el arquitecto y Maestro Mayor de la ciudad de Toledo en 1730.